# Setolestes genalis
Setolestes genalis är en tvåvingeart som beskrevs av Aldrich 1934. Setolestes genalis ingår i släktet Setolestes och familjen parasitflugor. Inga underarter finns listade i Catalogue of Life.